# Argyria subtilis
Argyria subtilis là một loài bướm đêm trong họ Crambidae.